# Casus Belli
Als Casus Belli (lat. ‚Kriegsfall‘) wird in der diplomatischen Sprache der Fall bezeichnet, in welchem ein Staat sich veranlasst sieht, einem anderen den Krieg zu erklären. Grund ist meist eine Handlung einer souveränen Macht, welche von einer anderen der Kriegserklärung gleichgeachtet wird. Bei verbündeten Staaten ist der Angriff einer feindlichen Macht gewöhnlich ein Casus Belli für die andere. Im Bündnisfall (casus foederis) ist die verbündete Macht dem Bundesgenossen zur Hilfeleistung verpflichtet.
Die öffentliche Einschätzung einer Handlung als Casus Belli in der internationalen politischen Auseinandersetzung muss nicht in einen Krieg münden, sondern wird auch als politisches Druckmittel eingesetzt.

## Völkerrechtlicher Hintergrund
Das Übereinkommen vom 18. Oktober 1907 über den Beginn der Feindseligkeiten sieht in Art. 1 vor, dass Feindseligkeiten unter den Vertragsstaaten nicht beginnen dürfen ohne eine vorausgehende unzweideutige Benachrichtigung, die entweder die Form einer mit Gründen versehenen Kriegserklärung oder die eines Ultimatums mit bedingter Kriegserklärung haben muss. Förmliche Kriegserklärungen kommen heute aber nur noch selten vor, was sich aus der völkerrechtlichen Ächtung des Krieges erklärt.
In den internationalen Beziehungen gilt nach der Charta der Vereinten Nationen das Gewaltverbot. Im Fall eines bewaffneten Angriffs im Sinne des Kriegsvölkerrechts besteht jedoch das Recht, ausnahmsweise einen gerechten Krieg zu führen, insbesondere zur Selbstverteidigung. Es liegt dann im Ermessen des UN-Sicherheitsrats, eine Bedrohung oder einen Bruch des Friedens oder eine Angriffshandlung festzustellen und daraufhin friedliche oder militärische Zwangsmaßnahmen zu verhängen.
Die Erklärung einer Handlung zum Casus Belli, die einem bewaffneten Angriff gleichsteht, ist damit eine Möglichkeit, ohne eigene förmliche Kriegserklärung einen völkerrechtlich vermeintlich gerechtfertigten Kriegszustand herbeizuführen oder diesen zumindest anzudrohen und zugleich dem Gegner die Kriegsschuld zuzuweisen.

## Politische Bedeutung
Historisch lässt sich die Unterscheidung zwischen eigentlichem Kriegsgrund (etwa Expansionsbestrebung eines Staates) und dem öffentlich angegebenen Kriegsanlass bis auf den griechischen Historiker Thukydides im Peloponnesischen Krieg zurückführen. So war auch der Vernichtungsfeldzug Roms gegenüber Karthago im 3. Punischen Krieg offensichtlich durch den Wunsch Roms nach uneingeschränkter Herrschaft im Mittelmeer begründet und nicht durch die als Kriegsanlass von römischer Seite benannten Aktivitäten Karthagos gegenüber römischen Bundesgenossen.
Großen Einfluss hatten bis ins 19. Jahrhundert auch in evangelischen Staaten Augustinus und der Scholismus mit der – auf römisches Recht und Sakralrecht zurückgehenden – Definition vom gerechten Krieg (bellum iustum). Dies bewirkte zum Beispiel, dass auch die spanische Kolonialmacht sich nachträglich juristisch absichern ließ, einen gerechten Krieg gegen rechtmäßige einheimische Herrscher in Amerika geführt und damit rechtmäßig Gebiete erworben zu haben. Formelle Kriegserklärungen und deren Begründung wurden so unverzichtbarer Bestandteil des Rechtes zum Krieg europäischer Staaten bis ins 20. Jh. außer in Kriegen mit nicht als ebenbürtig angesehenen Staaten in Übersee und gegen aufständische Kolonialvölker.
Ein fingierter Casus Belli dient demzufolge in der Regel nicht nur der propagandistischen Rechtfertigung einer kriegerischen Aggression (um Sanktionen und Einmischungen anderer Staaten zu verhindern), sondern auch zur anschließenden Legitimierung der sich daraus ergebenden Kriegsfolgen, d. h. der Annexion oder sonstigen Beherrschung bisher fremden Gebietes. Dies ist insbesondere heute völkerrechtlich von Belang, da nach UN-Charta Angriffskriege verboten sind.
In Zeiten der Massenheere und der Verantwortlichkeit von Regierungen gegenüber ihrer Bevölkerung und der von dieser verlangten Opfer hat das Fingieren eines Casus Belli aber auch innenpolitisch eine große Bedeutung. So diente der Tonkin-Zwischenfall im Vietnamkrieg mit dem angeblichen Beschuss amerikanischer Kriegsschiffe durch Nordvietnam innenpolitisch dazu, die amerikanische Öffentlichkeit auf die Massenrekrutierung und die massiv steigenden Kriegskosten einzustimmen sowie die territoriale Ausweitung des Kriegsgebietes gegenüber der internationalen Öffentlichkeit zu rechtfertigen.
Häufig wird zudem auch als Casus Belli ein von unabhängiger Seite gar nicht eindeutig überprüfbarer Grund angeführt (etwa unter Verweis auf nicht vollständig vorlegbare Geheimdienstergebnisse) und versucht, trotzdem UN-Sicherheitsrat und internationale Öffentlichkeit vom genannten Kriegsgrund zu überzeugen. So ist zwar größtenteils unbestritten, dass die Ablehnung der Taliban-Regierung Afghanistans einer Auslieferung oder zumindest Strafverfolgung der Urheber der Anschläge vom 11. September 2001 ein legitimer Kriegsgrund der USA gegen Afghanistan war. Frei erfunden waren dagegen behauptete Urankäufe des Irak im Niger sowie die Behauptung und die Beweisstücke, der Irak habe transportable Labors für biologische Massenvernichtungswaffen.
Einem Kriegsbeginn mit fingiertem Casus Belli geht meist eine innen- und außenpolitisch begründete bellizistische oder auch verschwörungstheoretische Propaganda voraus. Häufig lässt sich sogar klar in Schriften bestimmter Interessengruppen bereits lange vor den Kriegshandlungen nachlesen, dass ein Krieg unumgänglich und gar nicht vom konkreten Verhalten des als Feind- oder Schurkenstaat diffamierten Gegners abhängig sei.

## Beispiele

### 19. Jahrhundert
- Mit der Emser Depesche bewegte Otto von Bismarck im Jahr 1870 Frankreich zum Deutsch-Französischen Krieg.[12][13]

### 20. Jahrhundert
- Das Attentat von Sarajevo, bei dem am 28. Juni 1914 der Thronfolger Österreich-Ungarns, Erzherzog Franz Ferdinand und seine Gemahlin ermordet wurden, war Anlass für die Julikrise und führte zum Ersten Weltkrieg.
- Nach dem fingierten Angriff polnischer Aufständischer auf den Sender Gleiwitz sah sich Adolf Hitler zu einem vorgeblichen Gegenschlag veranlasst.[14] In seiner Rede vor dem Deutschen Reichstag am 1. September 1939 behauptete er: „Seit 5 Uhr 45 wird jetzt zurückgeschossen!“ und rechtfertigte so den deutschen Überfall auf Polen. Am 2. September 1939 stellten England und Frankreich aufgrund ihrer gegenüber Polen abgegebenen Garantieerklärung vom 30. März 1939 ein Ultimatum für den Rückzug der Wehrmacht und erklärten nach dessen Ablauf dem Deutschen Reich den Krieg, unternahmen zunächst aber keine Kriegshandlungen. Deshalb gelang es nicht, „die Verantwortung für die Eröffnung von Feindseligkeiten eindeutig England und Frankreich zu überlassen“.[15] Die weiteren Ereignisse führten in den Zweiten Weltkrieg. Seit 1919 hatte Polen aufgrund der Bestimmungen im Versailler Vertrag jede Veränderung des Status der Freien Stadt Danzig als Casus Belli bezeichnet, was Nazi-Deutschland jedoch nicht beeindruckte.[16]
- Der sogenannte „Mainila-Zwischenfall“ vom 26. November 1939, als finnische Artillerie nach sowjetischen Angaben eine Grenzpatrouille unter Feuer genommen hatte, diente der Sowjetunion als Casus Belli für den Winterkrieg.
- Mao Zedong sprach während des Korea-Kriegs von einem Casus Belli, sobald die US-Truppen den 38. Breitengrad überschreiten würden. Eine sogenannte Volksfreiwilligen-Armee wurde von Mao im Jahre 1950 nach Korea entsendet, nachdem die US-Truppen die Warnungen missachtet hatten.
- Den Casus Belli für den offenen Kriegseintritt der USA in den Vietnamkrieg bildete der Tonkin-Zwischenfall vom August 1964, welcher der Regierung Johnson den Anlass gab, den US-Kongress davon zu überzeugen, ein offenes Eingreifen zu beschließen und damit zu legitimieren.
- Die Sperrung der Meerenge von Tiran 1967 durch Ägypten führte zum Sechstagekrieg mit Israel.

### 21. Jahrhundert
- Ein angeblich bevorstehender Angriff des Irak mit Massenvernichtungsmitteln auf die USA führte 2003 zum Irakkrieg.[17] Tatsächlich gab es seitens des Irak keine entsprechenden Handlungen. Die Begründung des Irakkriegs erwies sich als haltlos.
- Die Ermordung des iranischen Generals Qasem Soleimani durch eine US-amerikanische Drohne im Januar 2020 war für den Iran ein Casus Belli, der aber nicht zum Krieg führte.[18]
- Der russische Präsident Wladimir Putin sieht in der NATO-Osterweiterung seit 1999 eine grundlegende Bedrohung der Sicherheitsinteressen der Russischen Föderation. Einen möglichen NATO-Beitritt der Ukraine betrachtet Putin dabei als Casus Belli.[19] Am 24. Februar 2022 begann der russische Überfall auf die Ukraine ohne vorherigen NATO-Beitritt der Ukraine.[20]
- Die einseitige Ausweitung der griechischen Hoheitsgewässer in der Ägäis auf zwölf Meilen ist für die Türkei im Zusammenhang mit den Territorialkonflikten zwischen Griechenland und der Türkei ein Casus Belli.
- Der Terrorangriff der Hamas auf Israel 2023 war der Auslöser des folgenden Kriegs in Israel und Gaza.